# Morcipán
El morcipán (paraula acrònima derivada de les castellanes morcilla [botifarró] i pán [pa]) és un entrepà típic de la gastronomia de l'Argentina. Es menja com a plat integrant d'una torrada, però també es pot consumir al carrer, espectacles esportius, etc., com a forma de menjar ràpid.